# Ursula Haeusgen

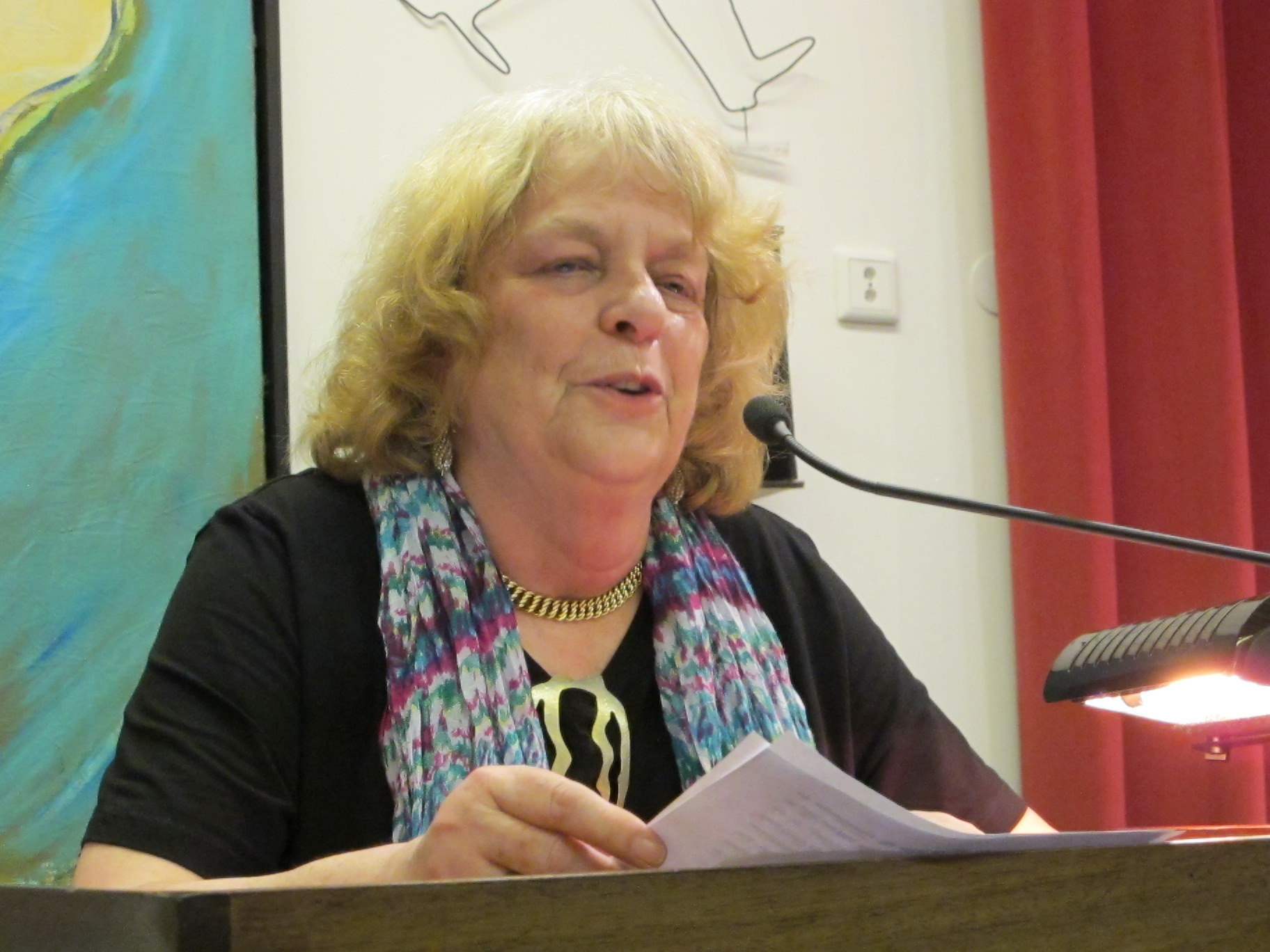
Ursula Haeusgen 2014 im Lyrik Kabinett

Ursula Haeusgen (geb. Heilmeier; * 22. April 1942 in München; † 20. Januar 2021 ebenda) war die Begründerin und Mäzenin des Lyrik Kabinetts in München, nach der Poetry Library in London inzwischen die zweitgrößte öffentliche Poesie-Sammlung Europas und die größte auf Lyrik spezialisierte Freihand-Bibliothek in Deutschland.

## Leben und Wirken
Ursula Haeusgen war Erbin des Hydraulikunternehmens HAWE Hydraulik. Sie gründete 1989 eine (heute nicht mehr bestehende) Buchhandlung für Poesie in der vornehmen Maximilianstraße in München. Wolfgang Berends, Leiter der Bibliothek der heutigen Stiftung Lyrik Kabinett, erinnerte sich: „der Begriff Buchhandlung paßte nicht recht, denn das ungewöhnliche, fächerübergreifende Angebot bestand aus Neuware und antiquarischen  Büchern, außerdem gab es eine Galerie, in der Lesungen und Ausstellungen stattfanden. In den Regalen (...) zeigte sich der ganze Reichtum der Weltpoesie.“ Michael Krüger, der damalige Verleger des Hanser Verlags und selbst Lyriker, habe Haeusgen „liebevoll 'Heilige Ursula der Poesie'“ genannt.
Ihre Schenkung eines Bestandes von Lyrik-Bänden aus aller Welt, Künstlerbüchern, seltenen Erstausgaben sowie ausgewählter Sekundär- und Referenzliteratur aus dem Bestand der Buchhandlung für Poesie war Grundstock des Lyrik Kabinett Nachdem eine zunächst geplante Unterbringung im Literaturhaus München gescheitert war, überließ sie 1997 interimsweise die Lyrik-Bibliothek als „Dauerleihgabe zur Förderung von Forschung, Lehre und Studium“ dem Institut für Allgemeine und Vergleichende Literaturwissenschaft (Komparatistik) der Ludwig-Maximilians-Universität München (LMU).
Das Lyrik Kabinett wird heute getragen von einem gemeinnützigen Verein und einer Stiftung, an deren Spitze ebenfalls Haeusgen stand (1. Vorsitzende des 1994 gegründeten „Lyrik Kabinett e. V.“ sowie Vorstandsvorsitzende der 2003 installierten „Stiftung Lyrik Kabinett“). Ursula Haeusgen stattete ihre Stiftung mit Kapital aus und stellte jährlich auch die finanziellen Mittel für Neuanschaffungen und Bibliothekspersonal zur Verfügung.
Nachdem Haeusgen auf einem von der LMU zu Pachtbedingungen für 66 Jahre zur Verfügung gestellten Grundstück 2004 ein neues Bibliotheksgebäude errichten ließ, zog das Lyrik Kabinett im Frühjahr 2005 in diese Räume um; dort finden, umgeben von Werken zeitgenössischer Kunst, auch Lesungen statt.
Ab 2006 gab sie zusammen mit dem Schriftsteller Raoul Schrott und dem Verleger Michael Krüger die Buchreihe „Edition Lyrik Kabinett“ heraus.
Ursula Haeusgen war verwitwet und hat drei Söhne, drei Schwiegertöchter und sieben Enkelkinder.
Ihr Sohn Karl Haeusgen (* 1966) ist heute Mitglied im dreiköpfigen Vorstand der Stiftung Lyrik Kabinett.

## Ehrungen
- 1999: Silbergriffel der Münchner Stiftung zur Förderung des Schrifttums
- 2000: Bundesverdienstkreuz am Bande
- 2003: Schwabinger Kunstpreis[5]
- 2005: Ehrensenatorwürde der Ludwig-Maximilians-Universität München
- 2007: Bayerischer Verdienstorden
- 2009: Horst-Bienek-Preis für Lyrik der Bayerischen Akademie der Schönen Künste[6]
- 2015: Maecenas-Ehrung des Arbeitskreises selbständiger Kultur-Institute
- 2021: Pro meritis scientiae et litterarum (postum)[7]